# 藤原苡子
藤原 苡子（ふじわら の いし/しげこ、承保3年（1076年） - 康和5年1月25日（1103年3月5日））は、平安時代後期の貴族女性。第73代堀河天皇女御、第74代鳥羽天皇生母。父は大納言藤原実季、母は藤原睦子（藤原経平女）。同母兄に藤原公実がいる。

## 生涯
承徳2年（1098年）堀河天皇に入内、女御の宣旨を受ける。康和2年（1100年）従四位下。
一度の流産を経て康和5年（1103年）第一皇子宗仁親王（鳥羽天皇）を出産するが、難産のため死去。同年従二位を追贈。嘉承2年（1107年）鳥羽天皇の即位で皇太后を追贈。
苡子は白河院の従姉妹（院の生母茂子の姪）で、入内に当たっては院自ら世話をしたという。中宮篤子内親王は高齢で子女に恵まれず、皇子出産の期待をかけられた苡子は宗仁親王（後の鳥羽天皇）を産んだが、産後の肥立ちが悪く28歳で死去した。なお、苡子の兄公実は鳥羽天皇の外戚に、また姪の璋子は鳥羽天皇の中宮となるなど、閑院流発展の元となった。